# The Crusade
The Crusade är metalbandet Triviums tredje studioalbum som släpptes 10 oktober 2006. Albumet skiljer sig ganska mycket från deras tidigare album Ascendancy och Ember to Inferno, som klassas som metalcore. På The Crusade har man bytt stil till thrash metal.

## Låtlista
1. "Ignition" – 3:54
2. "Detonation" – 4:28
3. "Entrance of the Conflagration" – 4:35
4. "Anthem (We are the Fire)" – 4:03
5. "Unrepentant" – 4:51
6. "And Sadness Will Sear" – 3:34
7. "Becoming the Dragon" – 4:43
8. "To the Rats" – 3:42
9. "This World Can't Tear Us Apart" – 3:30
10. "Tread the Floods" – 3:33
11. "Contempt Breeds Contamination" – 4:28
12. "The Rising" – 3:45
13. "The Crusade" – 8:19

## Medverkande
- Matthew K. Heafy - gitarr, ledande sång
- Corey Beaulieu - gitarr, sång
- Paolo Gregoletto - bas, sång
- Travis Smith - trummor